# هیدیرلی (اورتاکوی)
هیدیرلی (به ترکی استانبولی: Hıdırlı) یک منطقهٔ مسکونی در ترکیه است که در اورتاکوی (آق‌سرای) واقع شده‌است.